# Alpha Muscae

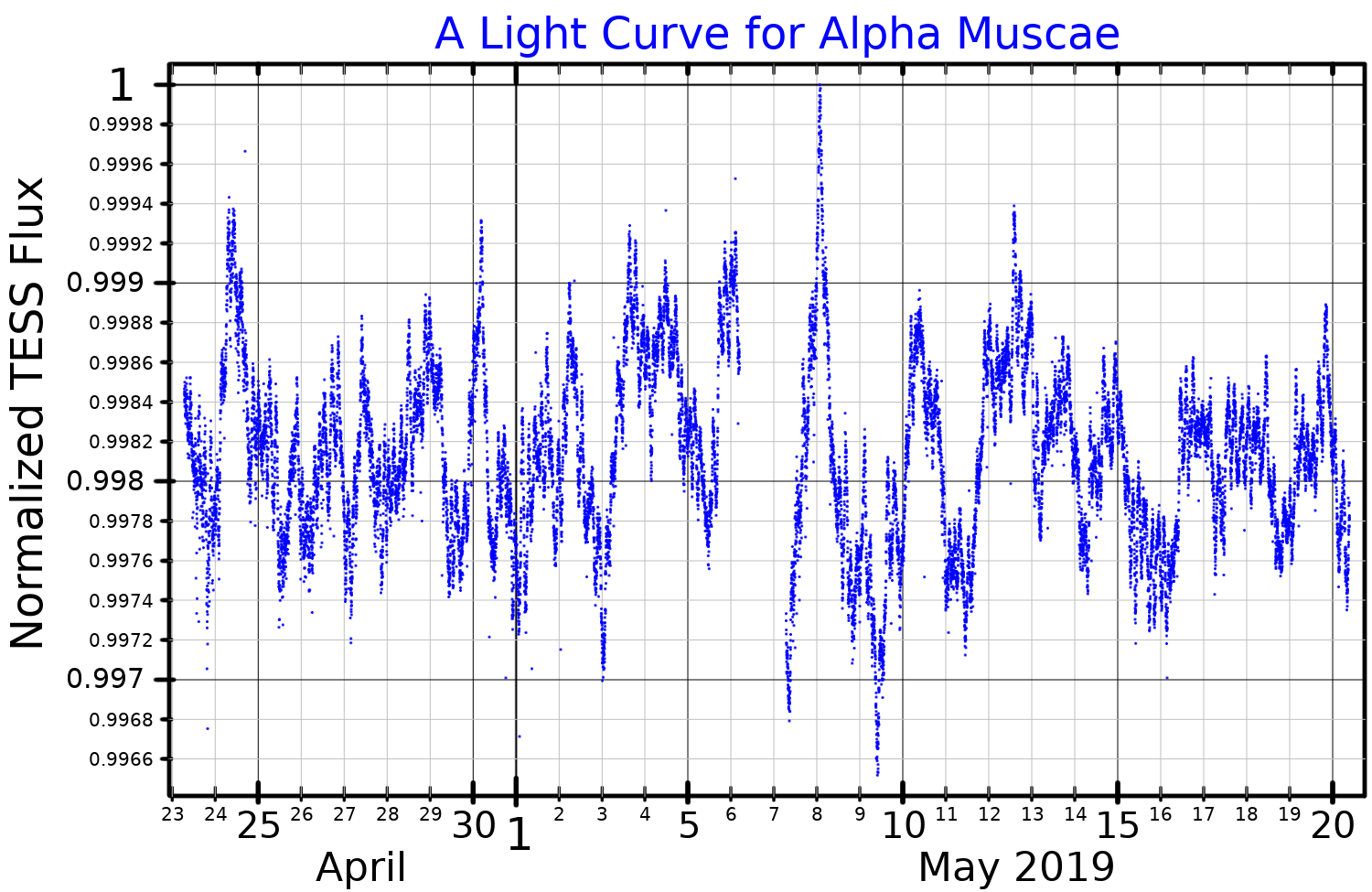
Lichtkromme van Alpha Muscae

Alpha Muscae is de helderste ster in het sterrenbeeld Vlieg. De ster, met spectraalklasse B2IV-V heeft bijna al zijn waterstof verbruikt en begint zich te ontwikkelen tot een subreus, staat op 315 lichtjaar van de zon. Het is een Beta Cephei-veranderlijke met een periode van 2,17 uur. 